# Artaserse

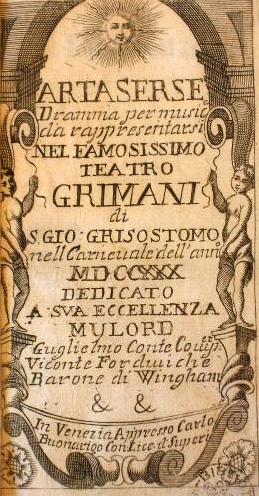
Couverture originale du livret dArtaserse de Johann Adolph Hasse (1730).

Artaserse est le nom de plusieurs opéras italiens. La plupart sont basés sur un livret de Métastase. 

## Opéras tirés du livret de Métastase

### Argument
L'argument est tirée d'un épisode rapporté par Justin. 
L’histoire se passe en Perse, à Suse, capitale des Achéménides, et met en scène la succession du roi Xerxès Ier (Serse), assassiné par le chef de la garde royale, Artaban (Artabano). 
Celui-ci fait accuser Darius (Dario), le fils aîné, et installe sur le trône Artaxerxès Ier (Artaserse), le cadet, qu’il compte éliminer plus tard pour monter lui-même sur le trône.
Ce complot échoue finalement, et la trahison d'Artaban est découverte.
Le drame est épicé par les chassés-croisés amoureux entre Artaserse et sa sœur Mandane, et Arbace et sa sœur Semira. 

### Personnages
- Artaserse, prince puis roi de Perse, ami d’Arbace et amant de Semira
- Mandane, princesse, sœur d’Artaserse et amante d’Arbace
- Artabano chef de la garde royale, père d’Arbace et de Semira
- Arbace, ami d’Artaserse et amant de Mandane
- Semira, sœur d’Arbace et amante d’Artaserse
- Megabise, général, confident d’Artabano

### Versions
Le livret de Métastase est l'un des livrets qui a été le plus mis en musique : en effet, on compte plus de 108 versions.
La première a été celle de Leonardo Vinci, Artaserse, créée le 4 février 1730 à Rome au Teatro delle Dame, dont les représentations ont vite été interrompues par la mort de Benoît XIII, avant de connaître un succès éclatant. Suivent ensuite, entre autres, celles de Hasse (Venise, Teatro San Giovanni Grisostomo, février 1730), Bioni (Breslau, 1733), Paganelli (Brunswick, 1737), Schiassi (Lisbonne, 1737), Lampugnani (Milan, théâtre ducal, janvier 1738), Araja (Saint-Pétersbourg, 9 janvier 1738), Brivio (Padoue, 3 juin 1738), Ferrandini (Munich, théâtre de la Cour, 22 octobre 1739), Porta (Munich, 1739), Adolfati (Vérone, Carnaval 1741), Arena (Turin, Teatro Regio, Carnaval 1741), Gluck (Milan, 26 décembre 1741), Chiarini (Florence, carnaval 1742), Graun (Berlin, théâtre de la Cour, 2 décembre 1743), Duni (Florence, Teatro della Pergola, 1744), Terradellas (Venise, théâtre San Giovanni Grisostomo, 1744), Abos (Venise, théâtre San Giovanni Grisostomo, 1746), Bernasconi (Vienne, 8 octobre 1746), Ciampi (Palerme, Teatro di S. Cecilia, 1747), Scarlatti (Lucques, 26 août 1747), Maggiore (Trente, 1747), Carcani (Plaisance, Carnaval 1748), Perez (Florence, Teatro della Pergola, automne 1748), Galuppi (Vienne, 27 janvier 1749), Jommelli (Rome, Theatro Argentina, 4 février 1749), Pampani (Venise, théâtre San Giovanni Grisostomo, Carnaval 1750), Dal Barba (Vérone, Carnaval 1751), Pescetti (Milan, Teatro Ducale, 26 décembre 1751), Ferradini (Forli, printemps 1752, pasticcio), Fischetti (Plaisance, 1754), Gasparini (Milan, Theatro Ducale, 26 décembre 1756), Scolari (Pavie, Carnaval 1757), Jean-Chrétien Bach (Turin, Teatro Regio, 1760), Piccinni (Rome, Teatro Argentina, 3 février 1762), Gian Francesco de Majo (Venise, carnaval 1762), Fiorillo (Cassel, 1765), Ponzo (Venise, Teatro San Benedetto, janvier 1766), Boroni (Prague, 1767), Sacchini (Rome, 1768), Paisiello (Modène, Teatro Corte, 26 décembre 1771), Vento (Londres, 1771), Manfredini (Venise, 1772), Giordani (Londres, 1772), Mysliveček (Naples, Teatro San Carlo, 13 août 1774), Borghi (Venise, 6 décembre 1775), Bertoni (Forli, printemps 1776), Guglielmi (Rome, 29 janvier 1777), Caruso (Florence, Carnaval 1780), Ullinger (1781), Zannetti (Trévise, 1782), Alessandri (Naples, Teatro San Carlo, 4 novembre 1783), Cimarosa (Turin, 26 décembre 1784), Bianchi (Padoue, 11 juin 1787), Anfossi (Rome, Teatro delle Dame, carnaval 1788), Tarchi (Mantoue, printemps 1788), Zingarelli (Trieste, 1789), Androzzi (Livourne, 1789), Isouard (Livourne, automne 1794), Portugal (Lisbonne, 1806). 
Les deux premières versions de l'opéra, celles de Vinci à Rome, avec Giovanni Carestini dans le rôle d'Arbace (c'est à lui qu'est destinée l'aria di tempesta qui conclut l'acte I, Vo solcando un mar crudele, qui connut alors un grand succès), et celle de Hasse à Venise, avec Farinelli dans le rôle d'Arbace, Francesca Cuzzoni dans celui de Mandane et Nicolo Grimaldi dans celui d'Artabano, remportèrent à l'époque un succès considérable, qui leur valut de connaître une large diffusion italienne et européenne, souvent dans des versions aménagées qui parfois n'excluent pas les contaminations entre les deux partitions. Cependant, tandis que l'opéra de Vinci suit le livret original de Métastase, ce n'est pas le cas de la version de Hasse : ainsi Mandane conclut-elle l'acte I à la place d'Arbace, tandis que les textes de nombreux airs, notamment de ceux qui connurent le plus grand succès (Per questo dolce amplesso et Pallido il sole), subissent de fortes altérations ou sont entièrement modifiés. Hasse revint à Artaserse en 1740 lorsqu'il proposa une version révisée de l'opéra à la Cour de Dresde (dix arias nouvelles, dont la plus grande partie du rôle de Mandane, réécrit pour Faustina Bordoni). En 1760, Hasse proposa au théâtre du San Carlo de Naples une troisième version de l'opéra, ne conservant que deux airs de la version de 1730 et un air de la version de 1740. Si l'opéra napolitain de 1760 est plus fidèle au texte de Métastase, il conserve les traces des deux précédentes versions de Hasse, notamment la refonte de la fin de l'acte I au profit de Mandane, alors chantée par la soprano Clementina Spagnoli.  
Thomas Arne a adapté en anglais le livret de Métastase sous le nom de Artaxerxes (Londres, 1762). L'aria pour soprano et orchestre Conservati fedele (K. 23, 1765) de Mozart utilise l'air d'adieu chanté par Mandane (sœur d'Artaserse) à la fin de la première scène.
Une représentation célèbre eut lieu en 1734 à Londres au Haymarket sous la forme d'un pasticcio, regroupant des airs de plusieurs compositeurs, dont Attilio Ariosti, Nicola Porpora et Riccardo Broschi. Ce fut à cette occasion que le frère de Broschi, Farinelli, chanta une de ses arias les plus connues, Son qual nave ch'agitata.
Haendel a composé également en janvier 1734 un pasticcio intitulé Arbace, sur le livret d’Artaserse de Métastase : les récitatifs étaient de Haendel, mais les airs étaient tirés pour la plupart des Artaserse de Vinci et Hasse.

## Opéras tirés d'autres livrets
Sur d'autres livrets, on a les opéras de Giannettini ou Zanetti (Venise, Theatro Sant'Angelo, 10 janvier 1705, livret d'Apostolo Zeno et Pietro Pariati, d'après L'Artaserse de Giulio Agosti), Orlandini (Livourne, 1706, livret de Pietro Pariati), Mancini (Naples, 1708, livret de Giuseppe Papis), Sandoni (Vérone, 1709), Lotti (Naples, 1713), Ariosti (Londres, King’s theatre, décembre 1724, livret de Nicola Francesco Haym d'après Zeno et Pariati), Pampani (Artaserse Longimano, Venise, Teatro San Angelo, Carnaval 1737, livret tiré du Temistocle de Métastase). .

## Ballet
- Artaserse est une chorégraphie de Vincent Saunier (Milan, 1760).

## Autre
- Artaserse est également le nom d'un ensemble créé en 2002 par Philippe Jaroussky.